# Петарда
Пета́рда (фр. pétard)
- небольшой разрывной сигнальный[1][2] снаряд[3];
- сигнальный подрывной заряд для остановки поезда[4];
- взрывное пиротехническое изделие небольшой мощности.

Ниже речь идёт о петардах развлекательного назначения, относящихся ко 2-му и 3-му классам опасности.

## Устройство
Петарда представляет собой бумажную или картонную гильзу, наполненную пиротехническим составом. По способу зажигания петарды бывают фитильными и тёрочными. Терочная петарда имеет головку, зажигающуюся от трения о намазку на коро́бке (или об обычный спичечный коробок). От головки горение передается замедлительному составу, а от него — собственно разрывному заряду. Замедлительный состав при сгорании образует твердый шлак, который в дальнейшем выполняет роль верхней заглушки. Нижняя заглушка обычно делается из гипса. Фитильная петарда отдельного замедлителя не имеет, его роль выполняет отрезок огнепроводного шнура (Виско-шнур), выступающий наружу и поджигаемый спичкой или зажигалкой. Верхняя заглушка в этом случае также делается из гипса. После зажигания терочной головки или шнура по прошествии примерно пяти секунд огонь доходит до разрывного заряда (это может быть, например, смесь порошкового магния и перхлората калия), который при горении создает высокое давление, разрывающее оболочку, вследствие чего происходит громкий хлопок.
В целом фитильная петарда по устройству полностью аналогична армейскому взрывпакету, но имеет гораздо меньшую мощность. В продаже встречаются петарды угрожающего размера, но обычно этот размер чисто декоративный. Одна из самых мощных петард — американская M-80. Она содержит около 3 грамм взрывчатой смеси, и ее продажа имеет множество ограничений.

## Применение
После зажигания фитиля (или тёрочной намазки, в зависимости от типа) петарда взрывается с оглушительным хлопком, в чём и состоит её развлекательный эффект. От зажигания до взрыва проходит небольшое время (несколько секунд), достаточное для того, чтобы отбросить петарду либо удалиться на безопасное расстояние. Некоторые петарды имеют дополнительные эффекты: свист, разбрасывание искр. Могут использоваться гирлянды из петард, дающие серию многочисленных взрывов.

## Опасность
После зажигания петарды её нужно немедленно отбросить в сторону и быстрее удалиться на безопасное расстояние.
При несоблюдении техники безопасности или использовании подделок петарды могут представлять угрозу для здоровья и жизни человека. В США ежегодно происходит более тысячи случаев травмирования из-за использования петард, как минимум четверть из них — из-за небольших петард и четверть — из-за контрафактных изделий. Многие из пострадавших — дети.
Радиус бризантного действия взрыва наиболее мощных петард, разрешённых к свободной продаже, составляет несколько сантиметров, что приводит к тяжёлым повреждениям конечностей (вплоть до отрыва) при взрыве петарды в руках. Фугасное действие наиболее мощных петард наблюдается в радиусе около метра от точки подрыва: в этой зоне возможна контузия.
Петарды должны применяться лицами, достигшими 16 или 18 лет (в зависимости от мощности петард), и некоторые петарды продаются со специальными документами. Их нельзя удерживать горящими в руках. При применении необходимо отдаляться на безопасное расстояние. Категорически запрещено кидать петарды в людей, животных, машины.
Применение петард в ночное время приводит к административной ответственности в некоторых городах. Причинение вреда имуществу или здоровью людей — к гражданской или уголовной ответственности.
Запрещена продажа пиротехники лицам, не достигшим возраста 16 лет (в России, Беларуси), либо 18 лет (во многих странах Европы).

## Также
- Существует петарда «Треугольник», имеющая крайне простую конструкцию — конверт треугольной формы, свёрнутый из бумажной ленты, без всяких «гильз» и заглушек. Через один из углов треугольника наружу выходит шнур «Виско» .
- Во времена СССР, когда китайские петарды были недоступны, а само слово «петарда» относилось исключительно к железнодорожной петарде, дети повсеместно для развлекательных целей изготавливали так называемые «взрывпакеты» — бумажный пакетик со взрывчатой смесью на основе магния, обмотанный «черной» изолентой, с замедлителем из нескольких привязанных спичек. Классический размер — «половина спичечного коробка», однако «поражающее действие» было гораздо меньше, чем у современных китайских петард.